# Franciszek Armiński
Franciszek Armiński [frant͡ɕiʃɛk ar'miɲski] (né le 2 octobre 1789 à Tymbark et décédé le 14 janvier 1848 à Varsovie) était un astronome polonais. Il a enseigné à l'université de Varsovie et a été directeur de l'observatoire astronomique du parc Łazienki.
Un cratère lunaire porte aujourd'hui son nom.